# Atoll-Medien
Atoll-Medien (Eigenschreibweise: atoll medien) ist ein 1999 vom Fachjournalisten Jürgen Lossau gegründeter Verlag. Hier erscheinen in erster Linie Fachbücher zu Themen der Schmalfilmtechnik und DVDs, auf denen Werbespots alter Schmalfilmgeräte präsentiert werden. Beispiele aus dem Programm sind ein Handbuch zum Filmen mit Super 8 sowie die Standardwerke „Filmkameras“ sowie „Filmprojektoren“, in deren Katalogteil sämtliche jemals gebauten Geräte der Formate 8 mm, 16 mm, 9,5 mm, Super 8 und Single-8 enthalten sind.
Seit 2006 wird eine DVD des Film- und Fernsehmuseums Hamburg mit dem 1959 gedrehten, zwischenzeitlich nicht mehr gezeigten Dokumentarfilm Die Pamir (Heinrich Klemme) vertrieben, die umfangreiches Bonusmaterial enthält.
Der 2010 auf DVD veröffentlichte Film 18 Bilder/Sek (18 frames) von Christoph Böske und Tobias Greber wurde beim Portobello Film Festival London für den besten ausländischen Film nominiert und gewann auf dem Neiße Filmfestival den Preis für „Besondere Einzelleistung“ der Schauspieler.